# 夜桜忍法帖〜卓上血風録〜
『夜桜忍法帖〜卓上血風録〜』（よざくらにんぽうちょう たくじょうけっぷうろく）は、甲斐甲賀によって製作された現代忍者ものテーブルトークRPG（TRPG）。1993年に遊演体よりボックス版にて発売された。

## 概要
現代日本の裏で戦う「忍者」たちの活動を描いた現代アクションTRPG。同時期に運営されたプレイバイメール（PBM）『ネットゲーム93 夜桜忍法帖/女神たちの黙示録&狼たちの決死圏』と同一の作品世界を扱う。発表時期も同PBMの開催期間と重なっており、PBMの参加者には商品販売に先行してルールブックが配布され、またTRPG版にはPBMのパンフレットが同梱されるといった複合的商品展開が行われた。同社の『蓬萊学園の冒険!!』と同じく、軽易で抽象的なルールと膨大な背景設定の組み合わせであるが、本作品ではルールブック以降の商品展開がほとんどなされなかったため、PBMの導入を兼ねてわざと漠然とした記述になっていたTRPGが浮いた形となっている。

## システム

### キャラクターメイキング
本作品ではいわゆる能力値は存在せず、「殴る」「つかむ」「考える」など39種類の「技能」によってキャラクターを表現する。ルールブックに記載された「職業」を選択し、付属する技能を自動取得した上で、さらに10点の「技能値」を好きな技能に配布する。こうして各技能に割り振られた技能値が、行為判定成功の目安となる。
キャラクターは背景世界に存在する8つの忍軍（世界設定の節で後述）のうち、自分の所属する軍を一つ選ぶ。各忍軍が対立しているという設定上、自分の所属はGMにのみ報告され、プレイヤー同士は互いのキャラクターがどの忍軍に所属しているか知らない。本システムではキャラクターの別行動は推奨されず、キャラクターはうかつに動けば敵対組織の人間に正体を明かしてしまうという危険をはらんだまま団体行動せねばならないが、この点に関してフォローするルールは特に無い（もっとも、所属忍軍によりキャラクターが何らかの影響を受けるルールも存在しないので、実際に問題が起きる可能性は低い）。

### 行為判定
行為判定は下方判定に属する。10面サイコロを1個振り、使用する技能の技能値以下が出れば成功となる。0の目が出たときは大成功となる。9の目が出たときは大失敗となり、なんらかのトラブルが併発する。SP（後述）の上昇に従って大失敗の被害は増大し、セッションから強制リタイアさせられることすらある。
戦闘は、マス目を大きく取ったフロアタイル上で行う。ヒットポイント制ではなく、攻撃時の技能に応じたダメージ表を見て10面サイコロを振り、体各部の負傷、ショック状態、隣接マスへの弾き飛ばしといったバッドステータスを与えていく方式である。

### 忍法とSP
忍者のキャラクターは「忍法」を使用することができる。忍法はあらゆる行動に対して大きな効果を期待できるヒーローポイント的な万能技能として扱われる。名前や効果はプレイヤーが好きに演出してよい。忍者の階級に従ってあらかじめ決められた目標値を使って行為判定を行い、成功すれば忍法が発動する。キャラクターには「SP」という数値が設定されており、忍法を使ったときに1D10のSPを獲得する。また、GMは非常識な言動やシナリオ遂行を放棄したキャラクターに対してSPを与えたり、優れた行動への褒賞としてSPを低下させることができる。SPが100を超えたキャラクターはNPCとなり、プレイヤーから没収される。
ちなみにSPとは、背景世界に隠された「忍者の正体は、古代に宇宙から飛来し、遺伝子レベルで地球に潜伏した生命体の末裔である。忍法を乱発する者は、宇宙生命体としての本能に覚醒し、人間性を失っていく」という設定を反映したものであるが、この設定はPBMのストーリー上で徐々に公開されていったもので、PBMに先行して発表されたTRPG版だけを熟読しても分からないようになっている。

## 世界設定
本作の舞台となるのは、一見して我々の世界そのままだが、実はその裏で「忍者」が活動している世界。この世界の忍者は、伝奇小説や漫画のような（あるいはそれを上回る）超人的な力の持ち主である。現代の忍者は特定の主君に仕えるのではなく（政府直属である第2警察は除く）、「忍軍」と呼ばれる自立した集団を形成し、忍軍の掲げる目標に向けて活動している。日本には8つの忍軍が存在しており、互いに対立し、自軍以外の殲滅を当面の目標としており、特に枯葉忍軍と卍宗は古来からの仇敵同士。
枯葉忍軍（かれはにんぐん）
奈良県の隠れ里を拠点とする保守的な忍軍。
一般的な「忍者」のイメージに近いスタイルを固守しており、文明の利器に極力頼らないことを旨としている。その分、プロ意識は半端なものでは無く、集団戦を得意とする。
表では一次産業職や農協の職員、薬品販売やそれにまつわる営業など、古来からあるような仕事に従事している。
卍宗を「魔道に墜ちた集団」として特に忌み嫌い、互いに深く対立しあっている。また、海外からやって来たHORRORSを侵略者として優先的な殲滅を命じられているが、ある出来事から一時的に共闘したことがある。
叫一族（さけびいちぞく）
北海道の原生林を拠点とする野生忍軍。
狩猟を主体とした自給自足の生活を旨とし、枯葉忍軍以上に機械に頼りすぎないことも掟としている。徒手格闘や動物の使役を得意とし、物理戦闘力ではトップクラス。
表の姿は動物園の飼育員や、ペットショップの店員など動物に関わる仕事に従事する者で占められる。
政府の手先として土地開発のために森林や山河の破壊を手伝う第2警察、科学と機械を信奉する歯車党を怨敵としているが、第2警察に棲み処を追われ、シュヴァルリィが所有する土地の別荘に止む無く逃れたのを侵略行為とみなされた（同時に美的感覚でも仇敵扱いにされた）ことで、シュヴァルリィとも血で血を争う関係に。それだけにとどまらず、光の風忍者俱楽部と卍宗からは「かわいそうな人」「知性の無い獣」と謗られ、歯車党からは生体実験の研究素体として狙われるなど、互いに対立しあう忍軍の中で明確なほど敵が多い。
シュヴァルリィ
神戸港に停泊中の豪華客船を拠点とする騎士忍軍。
豪華で美しい戦い方を好むだけでなく刀剣の扱いにも長けており、一対一の戦いには特に強い。
全忍軍の中でも美男美女がとても多く、芸能事務所を経営しているのもあって、そこの専属モデルだけでなく、バレエダンサーやバレリーナ、画家などといった、芸術や美しさを追求する仕事に就く者が多く、資金面では第2警察をも軽々と凌駕するほど豊富。
資金の搾取ないし没収を狙う第2警察とは宿敵同士。また、美的感覚にそぐわない（曰く「最も醜い獣」）との理由で叫一族を嫌っていたが、第2警察を介した行き違いから、血で血を洗う仇敵同士となった。
第2警察（だいにけいさつ）
東京都を拠点とする、対忍者犯罪を扱う警察忍軍。政府直属ではあるが、存在が秘密のため隠密を旨とする。
警察と付くだけあって、表では警察官として従事している。
自分たち以外の全忍軍を敵としており、特に資金源の豊富なシュヴァルリィと政府主導の土地開発を妨害する叫一族を蛇蝎の如く嫌っている。ただ、叫一族とは終盤で共通の敵がいることが発覚し、一時的に共闘している。
歯車党（はぐるまとう）
瀬戸内海の研究所を拠点とする科学忍軍。科学や理数系で右に出る者が無い。
独自の科学技術による発明品で武装しているが、体力面では全忍軍最低。
表では整備士や科学者などの職に就く。
科学と機械を理解しようとしない叫一族を最も嫌っており、肉体改造の研究素体として捕らえるなど、何気に非道な行いをしている。
光の風忍者倶楽部（ひかりのかぜにんじゃくらぶ）
長野県の学園都市を拠点とする新興の忍軍。身近な道具を武器に出来る臨機応変さが特徴。
学生が主な構成員であるため、全忍軍中、最も資金力に乏しい。
学生はもちろん教師や用務員である者も所属している。
全忍軍からは弱小などと舐められているが、逆に他忍軍を「古臭い」「ダサい」などと軽蔑している。しかも、長である村雨きくこ、およびその父・正義（まさよし）には恐るべき秘密があったことが後に明らかとなった。
HORRORS（ほらーず）
長崎県の遊園地を拠点とする国際忍軍。人体改造技術に優れ、特撮番組の悪の秘密結社を思わせる。
全忍軍中最も失敗を許さないため、上層部の入れ替わりが非常に激しく、ある意味下克上の世界が繰り広げられている。
普段は拠点である遊園地の職員やアトラクションのアルバイトに従事することで、身分を隠している。
枯葉忍軍からは侵略者と呼ばれて激突を繰り返したが、とある出来事から、一時的に共闘したことがあった。
卍宗（まんじしゅう）
青森県の寺院を拠点とする宗教忍軍。仏教をベースに多数の宗教･神話を取り入れ、法術を得意とする。
全員が何らかの宗教関係者で、勧誘をしつつ戦力を補充しているが、一方で山地であることを利用したリゾート経営で資金を得ている。
枯葉忍軍とは古来からの仇敵同士。また、叫一族を「知性の無い獣」と蛇蝎視している。